# (18501) Luria
(18501) Luria  es un asteroide perteneciente al cinturón de asteroides, descubierto el 16 de julio de 1996 por el equipo del Observatorio Astronómico de Farra d´Isonzo desde el propio Observatorio de Farra d´Isonzo, en Italia.

## Designación y nombre
Designado inicialmente como 1996 OB.
Más adelante fue nombrado en honor a Salvador Edward Luria (1912-1991) quien fue un microbiólogo italoestadounidense. Ganó el Premio Nobel de Fisiología o Medicina en 1969 por sus descubrimientos sobre el mecanismo de replicación y la estructura genética de los virus. También demostró que la resistencia bacteriana a los virus se hereda genéticamente.

## Características orbitales
Luria orbita a una distancia media del Sol de 2,286 ua, pudiendo acercarse hasta 2,199 ua y alejarse hasta 2,373 ua. Tiene una excentricidad de 0,038 y una inclinación orbital de 3,059 grados. Emplea en completar una órbita alrededor del Sol 1262,56 días.

## Características físicas
Su magnitud absoluta es 15,05. Tiene 2,799 km de diámetro y su albedo se estima en 0,326.